# Herbert Weir Smyth
Herbert Weir Smyth (Wilmington, 8 agosto 1857 – Bar Harbor, 1937) è stato un letterato statunitense.
La sua dettagliata grammatica del greco antico è diventata un punto di riferimento in materia in lingua inglese, al pari dell'opera di William Goodwin, al quale è succeduto alla cattedra di Letteratura Greca presso l'Università di Harvard in qualità di Eliott Professor (dal 1902).
Il testo è disponibile in versione integrale gratuitamente sulla libreria in linea del progetto Perseus dell'Università di Tufts.

## Biografia
Dopo aver compiuto studi artistici presso Swarthmore (1876) e Harvard (1878), ha frequentato anche le università di Lipsia e Göttingen, dove ha ottenuto un dottorato in filosofia nel 1884.
Dal 1883 al 1885 è stato insegnante di greco antico e sanscrito al Williams College, e per due anni lettore di greco al Johns Hopkins. 
Negli anni tra il 1887 e il 1901 è stato professore di greco presso il Bryn Mawr College; nel 1899 e nel 1900 ha tenuto lezioni di lingue e letteratura greca per la American Classical School ad Atene.
Segretario della American Philological Association dal 1889 ne è stato eletto presidente nel 1904.
È stato inoltre vicepresidente della Egypt Exploration Society, ha seguito l'American Academy of Arts and Sciences ed è stato membro della American Philosophical Society.
Nel corso dell'anno accademico 1922-1923 ha tenuto presso l'Università di Berkeley, in California, la lectio magistralis intitolata a Peder Sather, sulla tragedia eschilea - il contenuto della lezione è stato pubblicato l'anno dopo.

## Opere

### Pubblicazioni
- The sounds and inflections of the Greek dialects: Ionic, Clarendon Press (1894).
- The Sacred Literature of the Jains (1894, una traduzione)
- Sounds and Inflections of Greek Dialects I: The Ionic Dialect (1894)
- Greek Melic Poets (1900)
- Greek Grammar for Schools and Colleges[3] (1916)
- Greek Grammar for Colleges[1] (1920)
- Aeschylean Tragedy[2] (1924)
- Aeschylus (edizione Loeb)

Ha partecipato, inoltre, a 20 volumi della Greek Series for Colleges and Schools.

### Saggi
- The Greek Language in its Relation to the Psychology of the Ancient Greeks (letto prima del Congresso delle Arti e delle Scienze presso l'esposizione di Saint Louis nel 1904);
- Aspects of Greek Conservatism (in Harvard Studies in Classical Philology, 1906);
- Greek Conceptions of Immortality from Homer to Plato (in Harvard Essays on Classical Subjects, 1912)